# Manuel Herreros
Manuel "Champi" Herreros, född 20 april 1963 i Villarrobledo i Spanien, är en före detta roadracingförare som vann 80GP 1989 utan att vinna en enda seger under hela säsongen.

## Segrar 80GP
| Nummer | Grand Prix   | År   |
| ------ | ------------ | ---- |
| 1      | Västtyskland | 1986 |
| 2      | San Marino   | 1987 |